# Atractus franciscopaivai
Espèce
Atractus franciscopaivai  est une espèce de serpents de la famille des Dipsadidae.

## Répartition
Cette espèce est endémique du département d'Amazonas en Colombie. Elle a été découverte à La Pedrera.

## Description
L'holotype de Atractus franciscopaivai mesure 180 mm dont 16 mm pour la queue.

## Étymologie
Cette espèce est nommée en l'honneur de Francisco Paiva do Nascimento.

## Publication originale
- Silva Haad, 2004 : Las serpientes del género Atractus Wagler, 1828 (Colubridae; Xenodontinae) en la Amazonia colombiana. Revista de la Academia Colombiana de Ciencias Exactas, Físicas y Naturales, vol. 28, no 108, p. 409-446 (texte intégral).